# 583-тя фольксгренадерська дивізія (Третій Рейх)
583-тя фольксгренадерська дивізія (Третій Рейх) (нім. 583. Volksgrenadier-Division) — піхотна дивізія народного ополчення (фольксгренадери) у складі Вермахту на завершальному етапі Другої світової війни. Формування не закінчила, була перетворена на 62-гу фольксгренадерську дивізію. В бойових діях участі не брала.

## Історія
583-тя фольксгренадерська дивізія Вермахту розпочала своє формування з 3 вересня 1944 на базі військового навчального центру Нойгаммер (нім. Truppenübungsplatz Neuhammer) в сілезькому містечку Нойгаммер (сучасне польське містечко Сьвентошув у VIII військовому окрузі (нім. Wehrkreis VIII) під час 32-ї хвилі мобілізації. Проте, вже через півмісяця підрозділи дивізії пішли на доукомплектування знов створеної 62-ї фольксгренадерської дивізії, що терміново створювалася після розгрому на Східному фронті в Яссько-Кишинівської операції 62-ї піхотної дивізії.

## Райони бойових дій
- Німеччина (Сілезія) (вересень 1944).

## Командування

### Командири
- генерал-майор Мартін Бібер (нім. Martin Bieber) (3 — 22 вересня 1944).

## Бойовий склад 583-ї фольксгренадерської дивізії
- гренадерський полк
- гренадерський полк
- гренадерський полк
- артилерійський полк
- частини та підрозділи дивізійного підпорядкування